# Coccorchestes tapini
Coccorchestes tapini är en spindelart som beskrevs av Balogh 1980. Coccorchestes tapini ingår i släktet Coccorchestes och familjen hoppspindlar. Inga underarter finns listade i Catalogue of Life.